# Ariostea
El Ariostea (código UCI: ARIO) fue un equipo ciclista italiano que compitió entre 1984 y 1993. Dirigida los dos primeros años por Giorgio Vannucci, a partir de 1986 y hasta la desaparición del equipo fue Giancarlo Ferretti el mánager general. El equipo contó entre sus filas a ciclistas como Adriano Baffi, Moreno Argentin, Giorgio Furlan y Rolf Sørensen. Durante los diez años en qué compitió el equipo el patrocinador fue siempre la empresa de cerámica Ariostea, con sede en Castellarano.

## Corredor mejor clasificado en las Grandes Vueltas
| Año  | Giro de Italia            | Tour de Francia    | Vuelta a España |
| ---- | ------------------------- | ------------------ | --------------- |
| 1984 | 51.º Paul Wellens         | -                  | -               |
| 1985 | 7.º Silvano Contini       | -                  | -               |
| 1986 | 11.º Alfio Vandi          | -                  | -               |
| 1987 | 29.º Alessandro Paganessi | -                  | -               |
| 1988 | 39.º Marcello Siboni      | -                  | -               |
| 1989 | 79.º Bruno Cenghialta     | -                  | -               |
| 1990 | 9.º Massimiliano Lelli    | 18.º Roberto Conti | -               |
| 1991 | 3.º Massimiliano Lelli    | 29.º Roberto Conti | -               |
| 1992 | 9.º Roberto Conti         | 28.º Alberto Elli  | -               |
| 1993 | 4.º Massimiliano Lelli    | 5.º Bjarne Riis    | -               |

## Principales victorias

### Clásicas
- Tour de Flandes: 1990 (Moreno Argentin)
- Lieja-Bastogne-Lieja: 1991 (Moreno Argentin)
- Giro de Lombardía: 1993 (Pascal Richard)

### Carreras por etapas
- Tirreno-Adriático: 1992 (Rolf Sørensen)
- Vuelta a Suiza: 1992 (Giorgio Furlan) y 1993 (Marco Saligari)
- Tour de Romandía: 1993 (Pascal Richard)

### Otras carreras
- París-Tours: 1990 (Rolf Sørensen)

### Grandes vueltas
- Giro de Italia
  - 10 participaciones: (1984, 1985, 1986, 1987, 1988, 1989, 1990, 1991, 1992, 1993)
  - 15 victorias de etapa: 
    - 2 el 1986: Sergio Santimaria y Dag-Erik Pedersen
    - 1 el 1988: Stefan Joho
    - 1 el 1989: Stefan Joho
    - 2 el 1990: Adriano Baffi (2)
    - 3 el 1991: Davide Cassani, Massimiliano Lelli (2)
    - 2 el 1992: Giorgio Furlan, Marco Saligari
    - 4 el 1993: Bjarne Riis, Giorgio Furlan, Davide Cassani, Marco Saligari

  - 1 clasificación secundaria:
    - Clasificación de los jóvenes: Massimiliano Lelli (1991)

- Tour de Francia
  - 4 participaciones: (1990, 1991, 1992, 1993)
  - 7 victorias de etapa: 
    - 1 el 1990: Moreno Argentin
    - 4 el 1991: contrarreloj por equipos, Bruno Cenghialta, Moreno Argentin, Marco Lietti
    - 1 el 1992: Rolf Järmann
    - 1 el 1993: Bjarne Riis

- Vuelta a España
  - Ninguna participación

### Campeonatos nacionales
- Campeonato de Dinamarca de Ciclismo en Ruta: 1992 (Bjarne Riis)
- Campeonato de Suiza de Ciclismo en Ruta: 1993 (Pascal Richard)